# Horatio Seymour (senator)
Horatio Seymour, född 31 maj 1778 i Litchfield, Connecticut, död 21 november 1857 i Middlebury, Vermont, var en amerikansk politiker. Han representerade delstaten Vermont i USA:s senat 1821–1833.
Seymour utexaminerades 1797 från Yale. Han studerade juridik i Litchfield och inledde 1800 sin karriär som advokat i Middlebury, Vermont. Han var postmästare i Middlebury fram till 1809 och åklagare i Addison County, Vermont 1810–1813 samt 1815–1819.
Seymour efterträdde 1821 Isaac Tichenor som senator. Han var först demokrat-republikan och senare anhängare av John Quincy Adams och Henry Clay. Seymour efterträddes 1833 i senaten av Benjamin Swift.
Seymour gick med Whigpartiet men förlorade partiets nominering i guvernörsvalet i Vermont 1836 mot Silas H. Jennison. Seymour avled 1857 och gravsattes på West Cemetery i Middlebury.